# Omar Moussa
Omar Moussa Bouh (arabisch عمر موسى بوح; geb. 8. Februar 1961) ist ein ehemaliger dschibutischer Marathonläufer.
Moussa trat bei den Olympischen Sommerspielen 1988 in Seoul und den Olympischen Sommerspielen 1996 in Atlanta jeweils im Marathon an. 1988 kam er auf Platz 49, 1996 beendete er den Lauf nicht.